# Хилдтон (Оклахома)
Хилдтон (енгл. Healdton) град је у америчкој савезној држави Оклахома.

## Демографија
По попису из 2010. године број становника је 2.788, што је 2 (0,1%) становника више него 2000. године.
| Група             | 2000.         | 2010.         |
| Белци             | 2.411 (86,5%) | 2.362 (84,7%) |
| Афроамериканци    | 26 (0,9%)     | 30 (1,1%)     |
| Азијати           | 3 (0,1%)      | 2 (0,1%)      |
| Хиспаноамериканци | 43 (1,5%)     | 102 (3,7%)    |
| Укупно            | 2.786         | 2.788         |